# Glyphipterix acinacella
Glyphipterix acinacella är en fjärilsart som beskrevs av Edward Meyrick 1882. Glyphipterix acinacella ingår i släktet Glyphipterix och familjen gnuggmalar. Inga underarter finns listade i Catalogue of Life.